# Rheurdt
Rheurdt (IPA: [ʁøɐt]) è un comune di 6 566 abitanti della Renania Settentrionale-Vestfalia, in Germania.
Appartiene al distretto governativo (Regierungsbezirk) di Düsseldorf e al circondario (Kreis) di Kleve (targa KLE).